# 塔馬魯加爾大草原
塔馬魯加爾大草原（Pampa del Tamarugal）是智利南緯19度30分與南緯22度15分之間的大片草原，面積12,500平方公里，平均海拔1,100米，屬於阿他加馬沙漠的一部分。